# 악령의 숲
《악령의 숲》(영어: The Woods)은 2006년 개봉한 미국의 공포 영화이다. 러키 매키 감독이 연출했고 애그니스 브루크너, 퍼트리샤 클라크슨, 레이철 니컬스, 로런 버켈, 브루스 캠벨이 출연한다.

## 줄거리
1965년, 반항적인 십 대 소녀 헤더 파술로는 외딴 숲속에 위치한 팔번 아카데미라는 여학교로 보내진다. 학교는 트래버스 교장이 운영하며, 헤더는 곧 마시 터너와 친해지지만, 폭력적인 동급생 사만다 와이즈에게 괴롭힘을 당한다. 어느 날 밤, 헤더는 피투성이로 변한 학생 앤에 대한 악몽을 꾸고 숲에서 들려오는 목소리를 듣는다. 앤은 자살 시도 후 정신병원에 수용되었다는 사실을 알게 된다.
학교 생활에 적응해 가던 헤더는 트래버스 교장으로부터 '재능'을 확인하는 테스트를 받는다. 학교에서는 붉은 머리 세 자매가 마녀였다는 으스스한 이야기가 전해진다. 그들은 교장을 살해하고 숲으로 사라졌다는 것이다. 헤더는 사만다의 괴롭힘에 맞서 싸우기 시작한다. 정신병원에서 돌아온 앤은 밤에 헤더에게 마녀들에게 잡혀갈까 봐 두렵다고 말한다. 헤더는 창문을 닫으려다 방 안으로 들어온 안개에 의해 발목을 다치고, 다음 날 앤의 침대는 나뭇잎으로 덮여 비어있는 것을 발견한다.
헤더는 교장이 앤의 실종에 대해 경찰에게 거짓말하는 것을 목격한다. 그녀는 마시에게 의심스러운 점을 말하려 하지만, 마시는 이상하게 행동한다. 얼마 후, 마시의 침대도 나뭇잎으로 덮인 채 비어있는 것을 발견한다. 숲에서 만난 사만다는 학교가 마녀 집단에 의해 운영되며, 헤더를 보호하기 위해 괴롭혔다고 밝힌다. 또한, 사만다는 헤더의 아버지에게 도움을 요청하고 학교 우유에 독이 들어있다고 알려준다. 그러나 곧 학교 선생에게 붙잡히고, 사만다는 학교 식당에서 목을 매단 채 발견된다. 헤더는 경찰에게 실종된 학생들에 대해 말하지만 교장은 그들이 도망갔다고 주장한다. 경찰관은 숲에서 살해당하고, 헤더의 부모님이 그녀를 데려가기 위해 학교에 도착하지만, 집으로 가는 길에 차가 전복되고 어머니는 덩굴에 끌려간다.
병원에서 깨어난 헤더와 아버지는 트래버스 교장이 아버지에게 자신의 검은 피를 강제로 마시게 하여 그를 무력화시키는 것을 목격한다. 헤더는 학교로 돌아가 우유를 마시지만 구토를 하며 나무껍질을 발견한다. 아버지는 병원에서 깨어나 같은 나무껍질이 섞인 검은 피를 토해내고 탈출하여 헤더를 찾아 나선다. 밤에 다시 목소리를 듣기 시작한 헤더는 학교를 나가려다 덩굴에 잡힌다.
헤더는 앤과 마시와 함께 덩굴에 묶인 채 큰 방에서 깨어난다. 모든 선생들은 마녀였고, 트래버스 교장이 리더였다. 그들은 수년간 숲에 갇혀 있었으며, 젊은 여성의 몸을 차지하여 감옥에서 탈출해야 한다고 밝힌다. 헤더는 가장 강력한 힘을 가졌기에 그들의 계획의 핵심이다. 헤더는 강제로 의식을 행하고, 학교의 모든 소녀들은 미라처럼 변해간다. 의식이 끝나기 직전, 헤더의 아버지가 도끼를 들고 난입하여 마녀들을 죽이고, 헤더도 덩굴에서 벗어나 마녀들을 산산조각낸다. 헤더와 아버지는 소녀들을 데리고 학교를 떠나고 학교는 불타버린다.

## 출연진
- 애그니스 브루크너 - 헤더 파술로
- 에마 캠벨 - 앨리스 파술로
- 브루스 캠벨 - 조 파술로
- 퍼트리샤 클라크슨 - 트래버스
- 레이철 니컬스 - 서맨사 와이즈
- 로런 버켈 - 마시 터너
- 캐슬린 매키 - 앤 훼일스
- 제인 길크리스트 - 크로스
- 캐서린 콜비 - 릴런드
- 마샤 베넷 - 매키노
- 케리 로런스 - 셰어브와
- 콜린 윌리엄스 - 아버
- 고든 커리 - 보안관
- 미시 앨트로 - 바브
- 마이아 발레스트리리 - 젠
- 매기 캐슬 - 트레이시
- 앰버 컬 - 마라